# 学校法人健康科学大学
学校法人健康科学大学（がっこうほうじんけんこうかがくだいがく）とは、日本の学校法人の一つ山梨県都留市に本部を置く。1948年3月に「財団法人一関修紅高等学校」として設立され、1951年3月に「学校法人一関修紅高等学校」として法人組織変更。 2017年4月1日に現法人名に変更された。

## 所在地
山梨県都留市四日市場830-1

## 歴代理事長
1948年に法人組織設立後の歴代理事長一覧。
| 就任時期   | 氏名       | 備考 |
| ---------- | ---------- | --- |
| 1948年1月  | 小梨貞三   | 1948年1月「財団法人一関修紅高等学校」として法人組織設立 1951年3月「学校法人一関修紅高等学校」に法人組織変更 1953年3月「学校法人修紅学院」に法人名称変更 |
| 1955年4月  | 小梨良     | － |
| 1956年8月  | 小梨朝央   | － |
| 1968年3月  | 廣野周治郎 | － |
| 1968年11月 | 佐藤正倫   | － |
| 1971年3月  | 佐藤年徳   | － |
| 1976年8月  | 須田茂     | － |
| 1979年10月 | 小梨朝央   | － |
| 1983年2月  | 永澤信     | 理事長代行 |
| 1984年9月  | 麻生繁樹   | 1985年4月「学校法人第一麻生学園」に法人名称変更 |
| 1996年6月  | 麻生啓子   | 理事長代行 |
| 1996年7月  | 麻生啓子   | － |
| 1998年4月  | 麻生継美   | － |
| 2000年6月  | 柳川覺治   | 2001年4月「学校法人第一藍野学院」に法人名称変更 |
| 2002年4月  | 小山昭夫   | － |
| 2005年4月  | 渡邊誠     | － |
| 2007年2月  | 小山英夫   | － |
| 2009年4月  | 折茂肇     | － |
| 2009年11月 | 笹本憲男   | 2010年3月31日「学校法人富士修紅学院」に法人名称変更 2017年4月1日「学校法人健康科学大学」に法人名称変更                                                  |

## 沿革
- 1899年5月　小梨こま、小梨こま裁縫塾を創立
- 1903年3月　岩手県下私立裁縫修紅女学校開校（文部大臣認可）
- 1929年4月　校名を「一関私立裁縫修紅女学学校」に変更
- 1946年4月　青年学校法による学校設立認可。校名を「一関裁縫修紅女学校」に変更
- 1948年1月　財団法人一関修紅高等学校として法人組織設立
- 1948年4月　学制改革により校名を「一関修紅高等学校」に変更
- 1951年3月　学校法人一関修紅高等学校に法人組織変更
- 1953年3月　法人名を「学校法人一関修紅高等学校」から「学校法人修紅学院」に変更
- 1953年4月　修紅短期大学開学
- 1957年4月　修紅短期大学附属幼稚園開園
- 1985年4月　法人名を「学校法人修紅学院」から「学校法人第一麻生学園」に変更。設置校「修紅短期大学」を「麻生東北短期大学」に、「一関修紅高等学校」を「麻生一関高等学校」に、「修紅短期大学附属幼稚園」を「麻生東北短期大学附属幼稚園」に校名変更
- 1986年4月　麻生東北情報専門学校、麻生東北調理専門学校開校
- 1991年4月　麻生東北情報専門学校 学生募集停止
- 1994年4月　麻生東北調理専門学校 学生募集停止
- 1995年11月　麻生東北情報専門学校廃校
- 1996年9月　麻生東北調理専門学校廃校
- 2001年4月　法人名を「学校法人第一麻生学園」から「学校法人第一藍野学院」に変更。設置校「麻生東北短期大学」を「修紅短期大学」に、「麻生一関高等学校」を「一関修紅高等学校」に、「麻生東北短期大学附属幼稚園」を「修紅短期大学附属幼稚園」に校名変更
- 2003年4月　健康科学大学開学
- 2006年9月　健康科学大学リハビリテーションクリニック開院
- 2010年3月31日　法人名を「学校法人第一藍野学院」から「学校法人富士修紅学院」に変更
- 2013年4月　修紅短期大学附属保育園（認定こども園）開園
- 2017年4月1日　法人名を「学校法人富士修紅学院」から「学校法人健康科学大学」に変更

## 設置学校
- 健康科学大学
- 修紅短期大学
- 一関修紅高等学校
- 修紅短期大学附属幼稚園